# 多丽娜·瓦卡罗尼
多丽娜·瓦卡罗尼（義大利語：Dorina Vaccaroni，1963年9月24日—），意大利击剑运动员。她曾代表意大利参加1980年、1984年、1988年和1992年夏季奥林匹克运动会击剑比赛，共收获一枚金牌、一枚银牌和一枚铜牌。